# Frank Vandenbroucke
Frank Vandenbroucke (6. november 1974 i Mouscron – 12. oktober 2009 i Saly Portudal) var en professionel belgisk landevejscykelrytter. Hans onkel Jean-Luc Vandenbroucke var også en professionel cykelrytter.
I 1990'erne var Vandenbroucke den belgiske cykelrytter, der var højest forventninger til på grund af hans evne til at vinde en række forskellige løb, fra Liège-Bastogne-Liège til Flandern Rundt. Hans ofte negative indstilling og mange kontroverser medførte, at pressen gav han kaldenavnet "L'enfant terrible".

## Karriere
Han blev professionel i 1994 i en alder af blot 19 og slog allerede igennem året efter med en sejr i Paris-Brussels. Hans helt store gennembrud kom i 1998, da han vandt Paris-Nice og Gent-Wevelgem.
I 1999 skiftede han til det franske hold Cofidis, og vandt Liège-Bastogne-Liège, Omloop Het Volk, og en etape i Paris-Nice og to i Vuelta a España. Hans sejr i Liège-Bastogne-Liège var overlegen, og fik en del opmærksomhed fordi han på forhånd gik ud på tv og fortalte, hvor han skulle sætte angrebet ind, noget han også gjorde.
Trods hans endnu unge alder skulle dette vise sig at blive hans bedste sæson. De følgende år bragte lejlighedsvist store præstationer, inden resultaterne helt udeblev midt i adskillige skandaler og problemer.
I februar 2007 publicerede Vandenbroucke sin biografi, hvor han indrømmede brug af ulovlige præstationsfremmende midler.
12. oktober 2009 døde han af lungeemboli i Senegal.